# Abwasserpilz

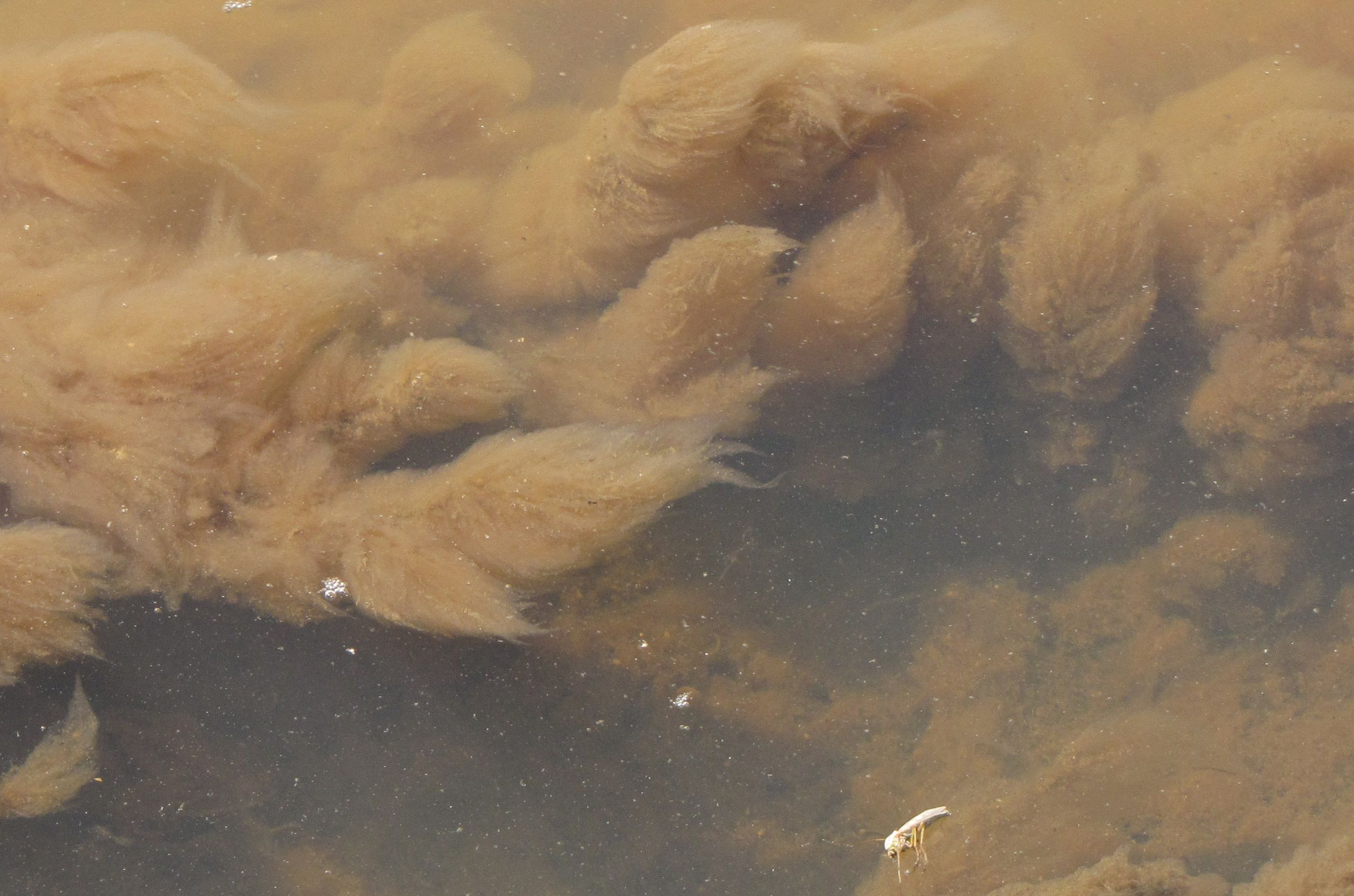
Abwasserpilz Sphaerotilus natans

Abwasserpilz ist eine umgangssprachliche Bezeichnung für eine Lebensgemeinschaft aus diversen Bakterien  (Bacteria), die in verschmutzten (eutrophierten) Gewässern wächst und dabei lange Fäden oder fellartige Überzüge bildet. In der Gewässergütebestimmung dient er als  Anzeiger für die Gewässergüteklasse III–IV.

## Technische Bedeutung
In Kläranlagen kann diese fadenförmige Wuchsform zu Problemen führen, da sich der Schlamm dann nicht mehr wie gewünscht in dem Nachklärbecken von Kläranlagen absetzt, sondern sich aufbläht, Schaum bildet und nach oben steigt. 
Bis in die 1960er Jahre wurde von „Sphaerotilus, dem  sogenannten Abwasserpilz“, als Verursacher dieser Betriebsprobleme gesprochen. Erst 1975, nachdem Eikelboom die verschiedenen Fadenorganismen im belebten Schlamm aufgrund morphologischer und Färbekriterien unterschied, zeigte sich, dass etwa 30 verschiedene Fadenbakterien in Blähschlamm und Schwimmschlamm eine Rolle spielen.
Beispiele hierfür sind: Thiothrix sp., Beggiatoa sp., Typ 021N und  Typ 0914, Microthrix  parvicella, nocardioforme Actinomyceten, Typ 0041/0675, Typ 0092, Typ 1851 und Nostocoida  limicola Kunst et al. 2000.  Sphaerotilus natans, Haliscomenobacter hydrossis, Typ 021N, Typ 1701 und Typ 1863.
In der Regel verursachen vielfältige Faktoren das Problem von Bläh- und Schwimmschlamm in Kläranlagen, beispielsweise eine  einseitige Abwasserzusammensetzung (falsches C/N/P-Verhältnis), verfahrenstechnische Randbedingungen wie die eingestellte Schlammbelastung, die Art der  Belüftung, der erreichbare Sauerstoffgehalt sowie das eingesetzte Fällmittel. Deshalb sind meist auch mehrere Maßnahmen nötig, um das Problem zu lösen.